# 이천가산초등학교
이천가산초등학교는 대한민국 경기도 이천시 부발읍 가산리에 있는 공립 초등학교이다.

## 학교 연혁
- 1936년 4월 10일 가산간이학교 개교
- 1943년 4월 1일 가산국민학교 인가
- 1948년 6월 28일 제1회 졸업식 거행(21명)
- 1996년 3월 1일 이천가산초등학교로 개명
- 2012년 3월 1일 경기도 교육청 혁신학교 지정
- 2014년 2월 14일 제66회 졸업식 거행(졸업생 42명, 누계 3.907명)
- 2014년 3월 1일 총 16학급 편성(초등 14, 유치원 1, 도움반 1)
- 2014년 3월 1일 제22대 정승진 교장 부임
- 2015년 2월 13일 제67회 졸업식 거행 (졸업생50명. 누계 3957명)
- 2015년 3월 1일 총 12학급 편성 (초등12.유치원1.도움반1)
- 2016년 2월 12일 제68회 졸업식 거행(졸업생 38명. 누계 3995명)
- 2016년 3월 1일 경기도 교육청 혁신학교 재지정
- 2016년 3월 2일 총 12학급 편성 (초등12.유치원1.도움반1)
- 2017년 2월 5일 제69회 졸업식 거행 (졸업생 28명, 누계 4023명)
- 2017년 3월 1일 제23대 서미경 교장 취임
- 2017년 3월 1일 총 11학급 편성 (유치원1학급, 특수학급1학급)

## 참고 자료
- 이천가산초등학교 - 한국교육학술정보원 학교알리미